# Warrenzin
Warrenzin település Németországban, Mecklenburg-Elő-Pomeránia tartományban. Lakosainak száma 378 fő (2023. december 31.). Warrenzin Nossendorf és Demmin községekkel határos.

## Népesség
A település népességének változása:
| Lakosok száma | 383  | 374  | 382  | 372  | 378  |
|               | 2017 | 2019 | 2021 | 2022 | 2023 |